# Astragalus ionae
Astragalus ionae är en ärtväxtart som beskrevs av Ivan Vladimirovitj Palibin. Astragalus ionae ingår i släktet vedlar, och familjen ärtväxter. Inga underarter finns listade i Catalogue of Life.